# شورجستان (بهمن)
شورجستان (بالفارسية: شورجستان) هي قرية تقع في إيران في البلدة المركزية. يقدر عدد سكانها بـ 496 نسمة بحسب إحصاء 2016.